# بوبي أفاتي
بوبي أفاتي (بالإيطالية: Pupi Avati)‏ (مواليد 3 نوفمبر 1938 في بولونيا)، هو مخرج ومنتج أفلام وكاتب سيناريو إيطالي درس في جامعة بولونيا.

## روابط خارجية
- بوبي أفاتي على موقع IMDb (الإنجليزية)
- بوبي أفاتي على موقع ألو سيني (الفرنسية)
- بوبي أفاتي على موقع ميوزك برينز (الإنجليزية)
- بوبي أفاتي على موقع أول موفي (الإنجليزية)
- بوبي أفاتي على موقع قاعدة بيانات الأفلام السويدية (السويدية)
- بوبي أفاتي على موقع ديسكوغز (الإنجليزية)
- بوبي أفاتي على موقع قاعدة بيانات الفيلم (الإنجليزية)
- بوبي أفاتي على موقع كينوبويسك (الروسية)